# Tropidoturris scitecostata
Tropidoturris scitecostata is een slakkensoort uit de familie van de Borsoniidae. De wetenschappelijke naam van de soort is voor het eerst geldig gepubliceerd in 1903 door George Brettingham Sowerby III.